# Cipiko
Cipiko (Ćipiko, Cepio, Cepione, Cipchi, Cipico, Cippico), trogirska plemićka obitelj, spominje se u izvorima od 14. stoljeća. Nema pouzdanih podataka o njihovom podrijetlu. Prema jednoj teoriji, porijeklom su iz Italije, a prema drugoj su hrvatskog porijekla i ranije im je prezime bilo Cipčić.
U 15. stoljeću ističu se humanist Petar († 1440.) i humanist i ratnik Koriolan (1425. – 1493.). U 18. stoljeću poznat je splitski nadbiskup Lelije (1784. – 1807.). Obitelj je austrijsku potvrdu plemstva stekla 1823. godine.

## Palača Ćipiko
Palača trogirske obitelji Ćipiko nalazi se nasuprot trogirskoj katedrali. Sama palača je sklop od više zgrada, vremenom spojenih u jedinstvenu cjelinu. Najstariji zidovi datiraju iz ranog srednjeg vijeka, a najveći je dio sklopa nastao u 13. stoljeću.
Najradikalnije promjene palača doživljava u 15. stoljeću, u doba humanista, ratnika i pisca Koriolana Ćipika, koji je za njezinu obnovu angažirao tada najistaknutije umjetnike Nikolu Firentinca, Andriju Alešija i Ivana Duknovića.

## Vanjske poveznice
- Cipiko Hrvatska enciklopedija
- Cipiko Hrvatski biografski leksikon